# Asociación Alemana de Quilmes
Asociación Alemana de Cultura Física de Quilmes, más conocida como A.A.C.F. Quilmes o Club Alemán, es un equipo argentino de balonmano que milita la Liga de Honor masculina, la "L.H.C." en Femebal.

## Historia fundacional
La Asociación fue fundada en Quilmes, Buenos Aires, Argentina el 14 de octubre de 1923 bajo el nombre de Asociación de Gimnasia del Colegio Alemán de Quilmes, poseyendo tan solo 25 socios.
Todo comenzó a partir de la llegada de inmigrantes de origen europeo a la Argentina luego de culminada la Primera Guerra Mundial. En ese período los extranjeros en su mayoría provenientes de Austria, Alemania y Suiza eran contratados por diversas fábricas en Quilmes, entre ellas la Cervecería, las Cristalerías de Rigolleau, así también las textiles y metalúrgicas de aquel lugar. En su tiempo de libre dichos inmigrantes practicaban con el club diferentes deportes, al principio lo que más destacaba era las luchas grecorromanas, la esgrima y las carreras, entre otros. Tiempo más tarde el club de Quilmes, regido por los directivos alemanes de la cervecería solicitarían el respectivo permiso para ampliar las disciplinas, logrando así para fines de los años 20s poder tomar relevancia no solo por el club en sí sino por los jugadores de balonmano, gimnastas, nadadores y deportistas en general que ya participaban de sus correspondientes campeonatos amateurs.
El primero de enero de 1934, la Asociación de Quilmes compra la primera parcela de tierra, en la cual entre 1937 y 1942 serían inauguradas las edificaciones en lo referido al club.

## Lema
El lema del club es Frish, Fromm, Fröhlich, Frei (Fresco, Devoto, Alegre, Libre).

## Ubicación
La A.A.C.F. Quilmes, se ubica en Hipólito Yrigoyen 1400, Quilmes, Provincia de Buenos Aires.

## Deportes
La Asociación Alemana de Quilmes actualmente se ve involucrada en 6 deportes principales que son el balonmano, hockey sobre césped, natación, boxeo, tenis y bolos alemanes. Como actividades recreativas en el club de Quilmes se encuentran el fútbol, paddle (paleta), colonia y bolos.

## Jugadores
Plantel 2017/2018
| Nacionalidad         | Jugador             | Selección |
| -------------------- | ------------------- | --------- |
| Bandera de Argentina | Santiago Algozino   |           |
| Bandera de Argentina | Sebastián Deschamps |           |
| Bandera de Argentina | Fabricio Foppiani   |           |
| Bandera de Argentina | Lautaro Gelosi      |           |
| Bandera de Argentina | Mariano Rumbo       |           |
| Bandera de Argentina | Benjamín Testa      |           |
| Bandera de Argentina | Facundo Torres      |           |
| Bandera de Argentina | Luciano Torres      |           |
| Bandera de Argentina | Juan Truffini       |           |
| Bandera de Argentina | Javier Zago         |           |
| Bandera de Argentina | Ante Domljanovic    |           |
| Bandera de Argentina | Ariel Gilardini     |           |
| Bandera de Argentina | Lorenzo Araujo      |           |

| Leyenda |
| ------- |

### Selección Argentina (absoluta)
- Sebastián Deschamps.[6][7][8][9][10][11]

## Palmarés
Liga de Honor Caballeros:
Campeón
- Apertura 2010.[12]
- Clausura 2010.[13][14]
- Clausura 2012.[15]

Subcampeón LHC
- Torneo 2003 (anual)

Tercer Lugar
- Apertura 2005
- Apertura y Clausura 2006.
- Clausura 2009; Apertura 2011.

Nacional de Clubes:
- Campeón 2004.
- Subcampeón 2015.